# Phare d'Ardnakinna
Le phare de Ardnakinna est un phare situé sur Bere Island, une île habitée au bout de la péninsule de Beara en Baie de Bantry dans le comté de Cork (Irlande).
Il est géré par les Commissioners of Irish Lights.

## Histoire
Le phare de Ardnakinna a été construit en 1850 sur Bere Island. C'est une tour ronde en pierre de 20 m, peinte en blanc. Le phare a été désactivé de 1863 à 1965, ne servant que de balise de jour. Il a été réactivé en 1965 en lui ajoutant une lanterne récupérée sur un bateau-phare mis hors service.
Le phare est érigé en haut d'une falaise rocheuse. Son feu, à 62 m au-dessus du niveau de la mer, marque l'entrée occidentale, dans la baie de Bantry, du port de Castletownbere. Il émet un feu intermittent, deux flashs blancs et rouges selon secteur, toutes les 10 secondes.
Le site n'est pas accessible par la route, mais seulement par un sentier de randonnée.